# Parafia św. Mikołaja w Rozwadówce
Parafia św. Mikołaja w Rozwadówce – parafia rzymskokatolicka w Rozwadówce.
Pierwotny kościół fundacji księcia Ksawerego Sapiehy z 1779 r. Obecny kościół parafialny drewniany, wybudowany w 1910 r., poświęcony w 1918 r., a w następnym roku utworzono parafię. Cechy stylu bizantyjskiego.
Parafia ma księgi metrykalne od 1919.
Terytorium parafii obejmuje: Dołholiska, Ratajewicze oraz Rozwadówkę.